# Список дипломатических миссий Индии

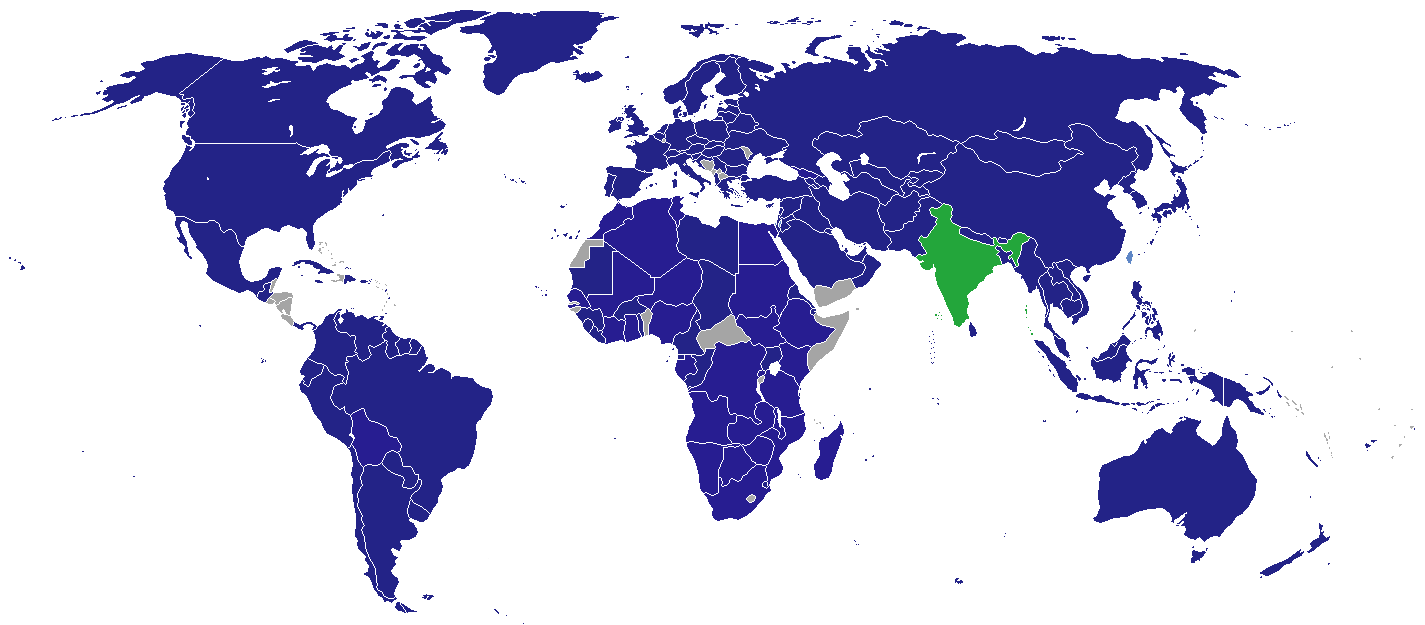
Страны в которых есть посольства или высшие комиссии Индии
Страны, в которых нет посольств или высших комиссий Индии
Индия

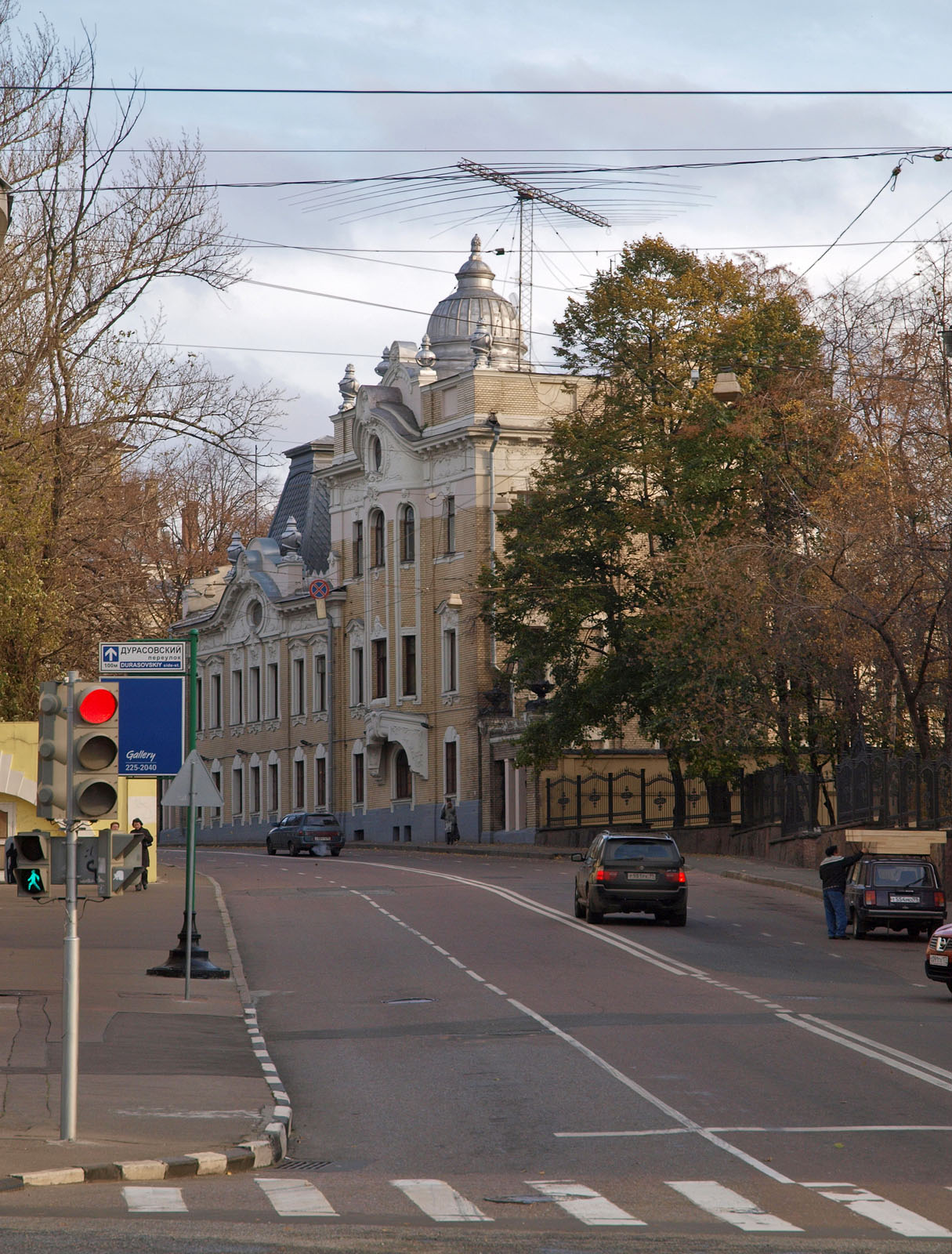
Посольство Индии в Москве

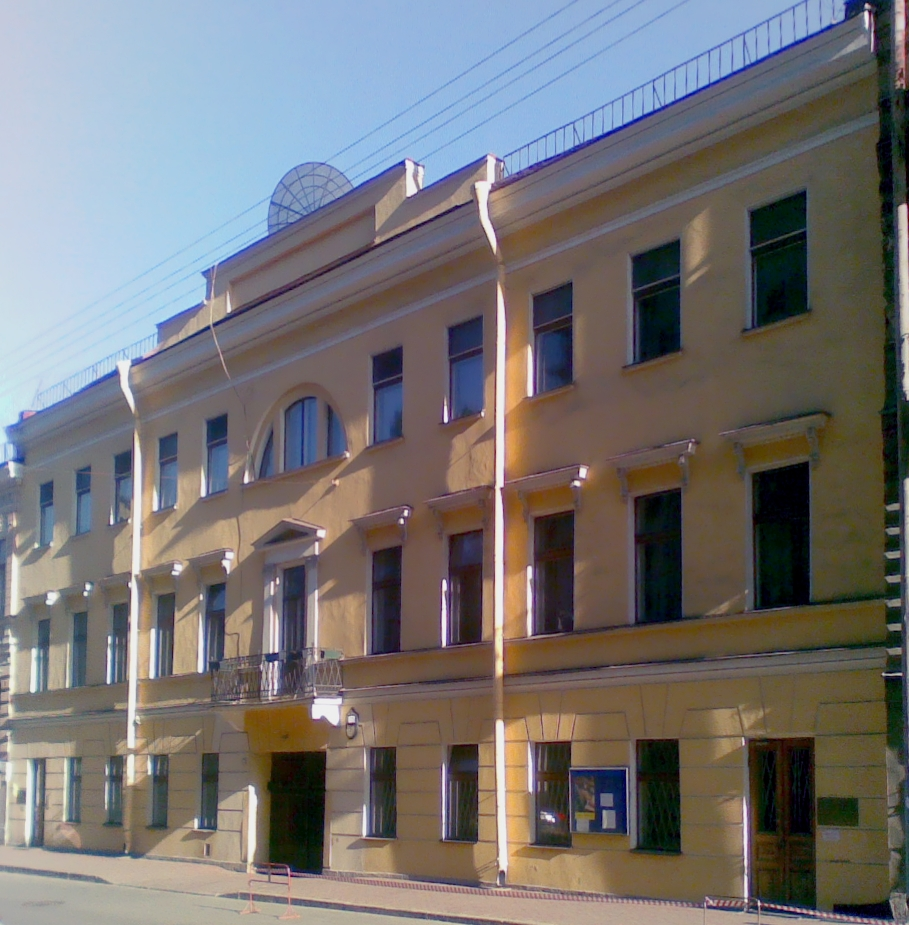
генеральное консульство Индии в Санкт-Петербурге

Список дипломатических миссий Индии — Индия имеет свои дипломатические представительства в большом количестве в различных уголках мира, однако сосредоточены они в странах бассейна Индийского океана, а также в государствах, где проживает значительное количество выходцев из Индии. Являясь страной-членом Британского содружества, Индия в других государствах, в него входящих, главой своих миссий туда назначает «высшего комиссара» в ранге посла.
7 июля 2008 года индийское посольство в Кабуле было взорвано террористами, При этом погиб 41 человек.

## Европа
- Австрия, Вена (посольство)
- Азербайджан, Баку (посольство)
- Армения, Ереван (посольство)
- Белоруссия, Минск (посольство)
- Бельгия, Брюссель (посольство)
- Болгария, София (посольство)
- Хорватия, Загреб (посольство)
- Чехия, Прага (посольство)
- Кипр, Никосия (посольство)
- Дания, Копенгаген (посольство)
- Финляндия, Хельсинки(посольство)
- Франция, Париж (посольство)
  - Реюньон, Сен-Дени (генеральное консульство)
- Германия, Берлин (посольство)
  - Франкфурт-на-Майне (генеральное консульство)
  - Гамбург (генеральное консульство)
  - Мюнхен (генеральное консульство)
- Греция, Афины (посольство)
- Венгрия, Будапешт (посольство)
- Исландия, Рейкьявик (посольство)
- Ирландия, Дублин (посольство)
- Италия, Рим (посольство)
  - Милан (генеральное консульство)
- Нидерланды, Гаага (посольство)
- Норвегия, Осло (посольство)
- Польша, Варшава (посольство)
- Португалия, Лиссабон (посольство)
- Румыния, Бухарест (посольство)
- Россия, Москва (посольство)
  - Санкт-Петербург (генеральное консульство)
  - Владивосток (генеральное консульство)
- Сербия, Белград (посольство)
- Словакия, Братислава (посольство)
- Испания, Мадрид (посольство)
- Швеция, Стокгольм (посольство)
- Швейцария, Берн (посольство)
  - Женева (генеральное консульство)
- Украина, Киев (посольство)
- Великобритания, Лондон (высший комиссариат)
  - Бирмингем (генеральное консульство)
  - Эдинбург (генеральное консульство)

## Африка
- Алжир, Эль-Джазаир (посольство)
- Ангола, Луанда (посольство)
- Ботсвана, Габороне (высший комиссариат)
- Демократическая Республика Конго, Киншаса (посольство)
- Кот д’Ивуар Абиджан (посольство)
- Египет, Каир (посольство)
- Эфиопия, Аддис-Абеба (посольство)
- Гана, Аккра (высший комиссариат)
- Кения, Найроби (высший комиссариат)
  - Момбаса (представительство)
- Ливия, Триполи (посольство)
- Мадагаскар, Антананариву (посольство)
- Мали, Бамако (посольство)
- Маврикий, Порт-Луи (высший комиссариат)
- Марокко, Рабат (посольство)
- Мозамбик, Мапуту (высший комиссариат)
- Намибия, Виндхук (высший комиссариат)
- Нигерия, Абуджа (высший комиссариат)
  - Лагос (генеральное консульство)
- Сенегал, Дакар (посольство)
- Сейшельские острова, Виктория (высший комиссариат)
- Сомали, Могадишо (Embassy)
- ЮАР, Претория (высший комиссариат)
  - Кейптаун (генеральное консульство)
  - Иоханнесбург (генеральное консульство)
  - Дурбан (генеральное консульство)
- Судан, Хартум (посольство)
- Танзания, Дар-эс-Салам (высший комиссариат)
  - Занзибар (генеральное консульство)
- Тунис, Тунис (посольство)
- Уганда, Кампала (высший комиссариат)
- Замбия, Лусака (высший комиссариат)
- Зимбабве, Хараре (посольство)

## Азия
- Афганистан, Кабул (посольство)
  - Герат (генеральное консульство)
  - Джелалабад (генеральное консульство)
  - Кандагар (генеральное консульство)
  - Мазари-Шариф (генеральное консульство)
- Бангладеш, Дакка (высший комиссариат)
  - Читтагонг (представительство)
  - Раджшахи (представительство)
- Бутан, Тхимпху (посольство)
  - Пхунчолинг (представительство)
- Бруней, Бандар-Сери-Бегаван (высший комиссариат)
- Мьянма, Янгон (посольство)
  - Мандалай (генеральное консульство)
- Камбоджа, Пном-Пень (посольство)
- Китай, Пекин (посольство)
  - Гуанчжоу (генеральное консульство)
  - Гонконг (генеральное консульство)
  - Шанхай (генеральное консульство)
- Индонезия, Джакарта (посольство)
  - Медан (генеральное консульство)
- Япония, Токио (посольство)
  - Осака (генеральное консульство)
- Казахстан, Алматы (посольство)
- КНДР, Пхеньян (посольство)
- Южная Корея, Сеул (посольство)
- Кыргызстан, Бишкек (посольство)
- Лаос, Вьентьян (посольство)
- Малайзия, Куала-Лумпур (высший комиссариат)
- Мальдивские острова, Мале (высший комиссариат)
- Монголия, Улан-Батор (посольство)
- Непал, Катманду (посольство)
  - Биргандж (консульство)
- Пакистан, Исламабад (высший комиссариат)
- Филиппины, Манила (посольство)
- Сингапур (высший комиссариат)
- Шри-Ланка, Коломбо (высший комиссариат)
  - Джафна (генеральное консульство)
  - Канди (представительство)
  - Хамбантота (генеральное консульство)
- Таджикистан, Душанбе (посольство)
- Таиланд, Бангкок (посольство)
  - Чианг-Май (генеральное консульство)
- Туркменистан, Ашхабад (посольство)
- Узбекистан, Ташкент (посольство)
- Вьетнам, Ханой (посольство)
  - Сайгон (генеральное консульство)

## Ближний и Средний Восток
- Бахрейн, Манама (посольство)
- Иран, Тегеран (посольство)
  - Захедан (генеральное консульство)
  - Бендер-Аббас (консульство)
- Ирак, Багдад (посольство)
- Израиль, Тель-Авив (посольство)
- Иордания, Амман (посольство)
- Кувейт, Эль-Кувейт (посольство)
- Ливан, Бейрут (посольство)
- Оман, Маскат (посольство)
- Государство Палестина, Рамаллах (представительство)
- Катар, Доха (посольство)
- Саудовская Аравия, Эр-Рияд (посольство)
  - Джидда (генеральное консульство)
- Сирия, Дамаск (посольство)
- Турция, Анкара (посольство)
  - Стамбул (генеральное консульство)
- ОАЭ, Абу-Даби (посольство)
  - Дубай (генеральное консульство)
- Йемен, Сана (посольство)

## Северная Америка
- Канада, Оттава (высший комиссариат)
  - Торонто (генеральное консульство)
  - Ванкувер (генеральное консульство)
- Куба, Гавана (посольство)
- Гватемала, Гватемала (посольство)
- Ямайка, Кингстон (высший комиссариат)
- Мексика, Мехико (посольство)
- Панама, Панама (посольство)
- США, Вашингтон (посольство)
  - Чикаго (генеральное консульство)
  - Хьюстон (генеральное консульство)
  - Нью-Йорк (генеральное консульство)
  - Сан-Франциско (генеральное консульство)

## Южная Америка
- Аргентина, Буэнос-Айрес (посольство)
- Бразилия, Бразилиа (посольство)
  - Сан-Паулу (генеральное консульство)
- Чили, Сантьяго (посольство)
- Колумбия, Богота (посольство)
- Гайана, Джорджтаун (высший комиссариат)
- Перу, Лима (посольство)
- Суринам, Парамарибо (посольство)
- Тринидад и Тобаго, Порт-оф-Спейн(высший комиссариат)
- Венесуэла, Каракас (посольство)

## Океания
- Австралия, Канберра (высший комиссариат)
  - Мельбурн (генеральное консульство)
  - Сидней (генеральное консульство)
- Фиджи, Сува (высший комиссариат)
- Новая Зеландия, Веллингтон (высший комиссариат)
- Папуа-Новая Гвинея, Порт-Морсби (высший комиссариат)

## Международные организации
- Брюссель (миссия при ЕС)
- Женева (постоянная миссия при учреждениях ООН)
- Нью-Йорк (постоянная миссия при ООН)
- Париж (постоянная миссия при ЮНЕСКО)
- Вена (постоянная миссия при учреждениях ООН)